# 挂号邮件

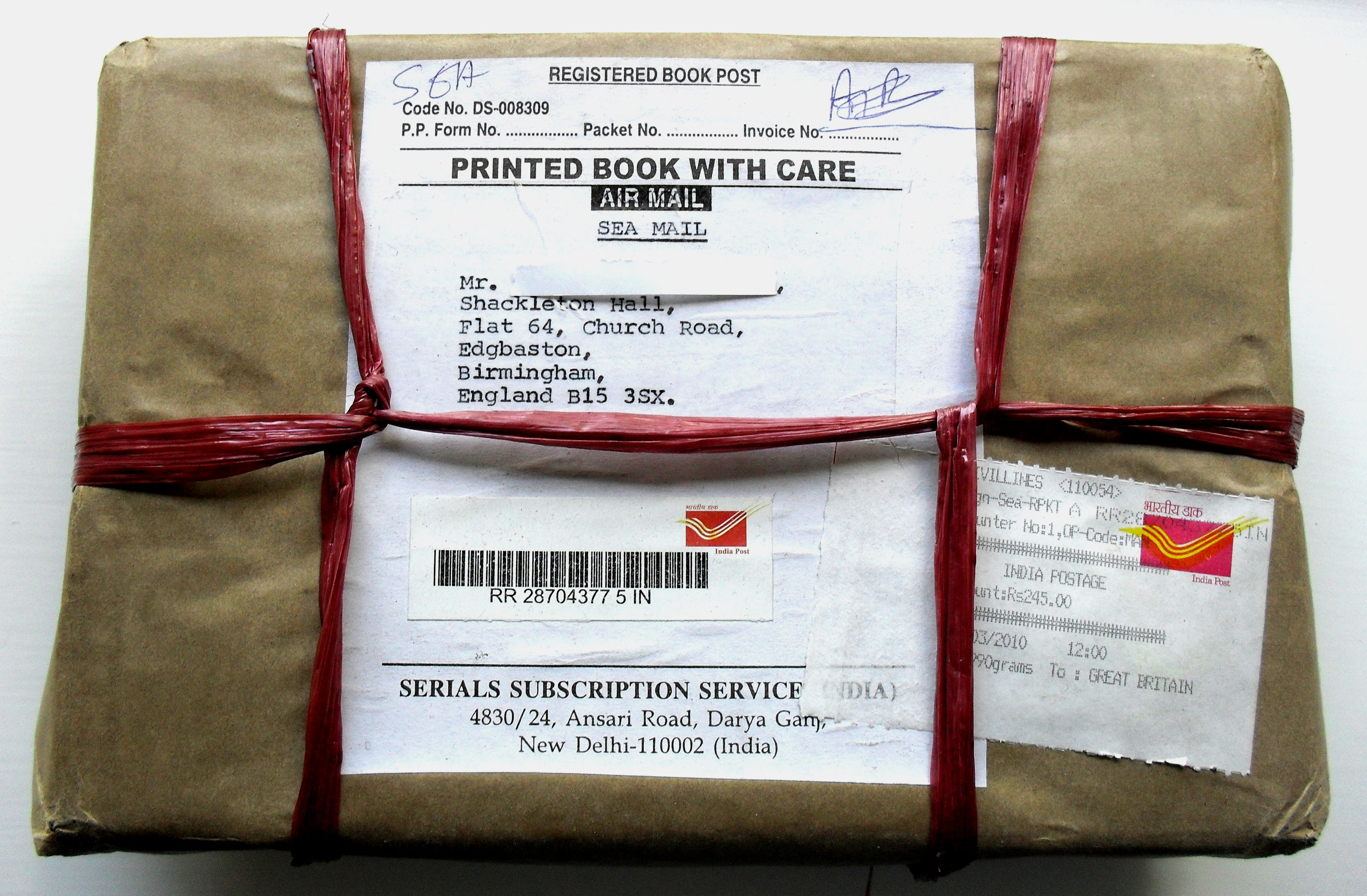
由印度寄往英国的挂号印刷品

挂号邮件，亦被称为给据邮件，指在交寄时记录邮件资料，并被赋予唯一编码、提供收據，并在投递时要求可靠人员进行签收，在部份郵政系統中還提供运输时记录处理过程和跟踪等服務的寄递信函、包裹、印刷品等邮件。是一项额外收费的邮政附加业务，邮件表面通常有戳记、挂号标签等特殊标志以便识别。
一般會在掛號邮件用法語寫上 ，或用英语写上。

## 发展
现今，挂号标签的序列号在世界各国大多以条形码的方式印刷并粘贴在邮件上。邮件在各个邮局、交换站间运输时会被记录，直到被签收为止。
随着网络与条形码技术的发展，挂号邮件能更轻松地被登记，并让客户能够在网上进行跟踪。
多数情况下，国际邮件挂号标签由13位编号及其对应的条形码组成，第一位字母代表了邮件的种类（如R打头的条码多用于信函、小包、印刷品之类的邮件，而C打头的条码多用于包裹），末两位字母代表了邮件交寄的国家或地区。例如 RA196705568CN 代表由中国寄出的挂号信函。

## 图集

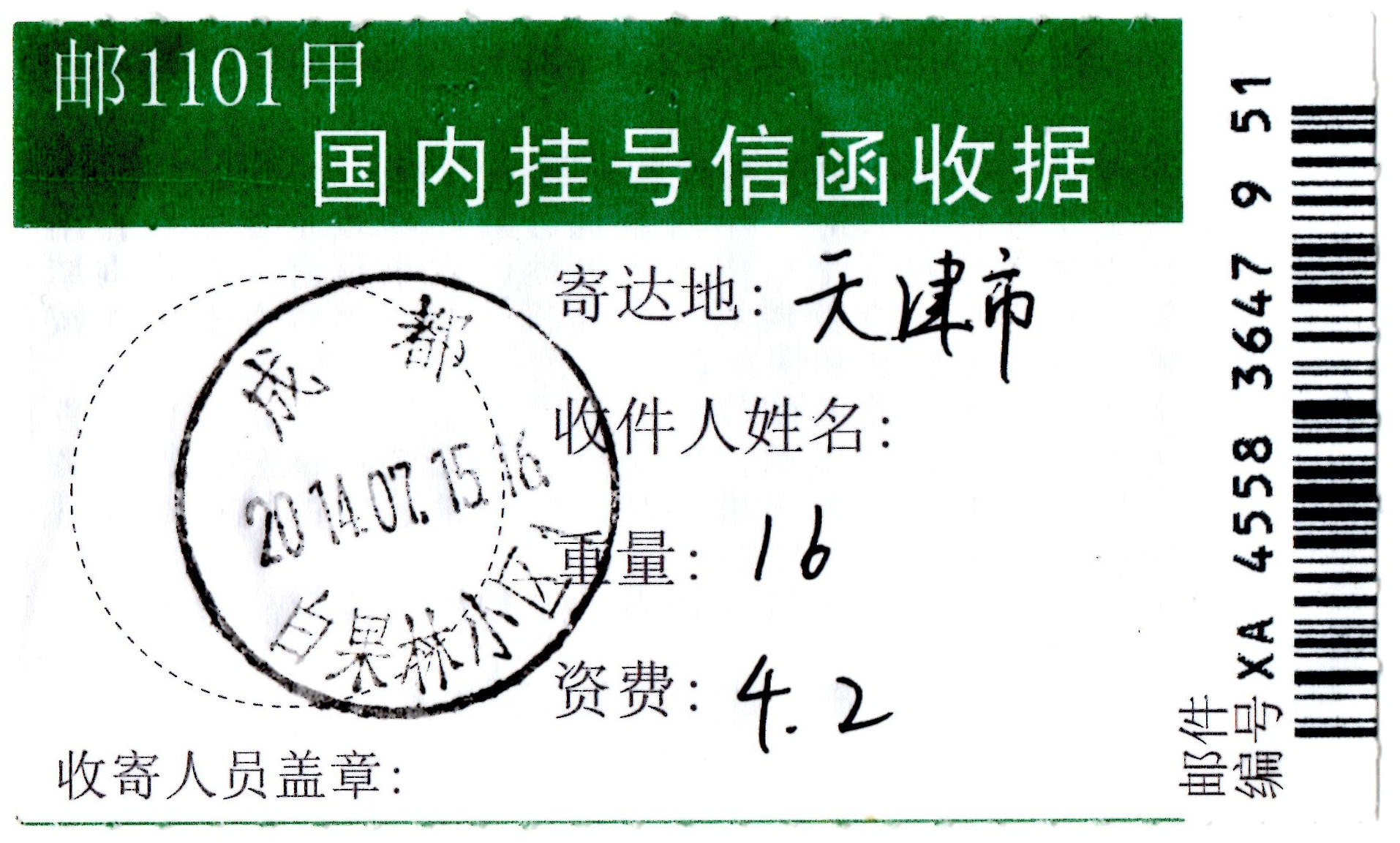
中国邮政国内邮件挂号收据
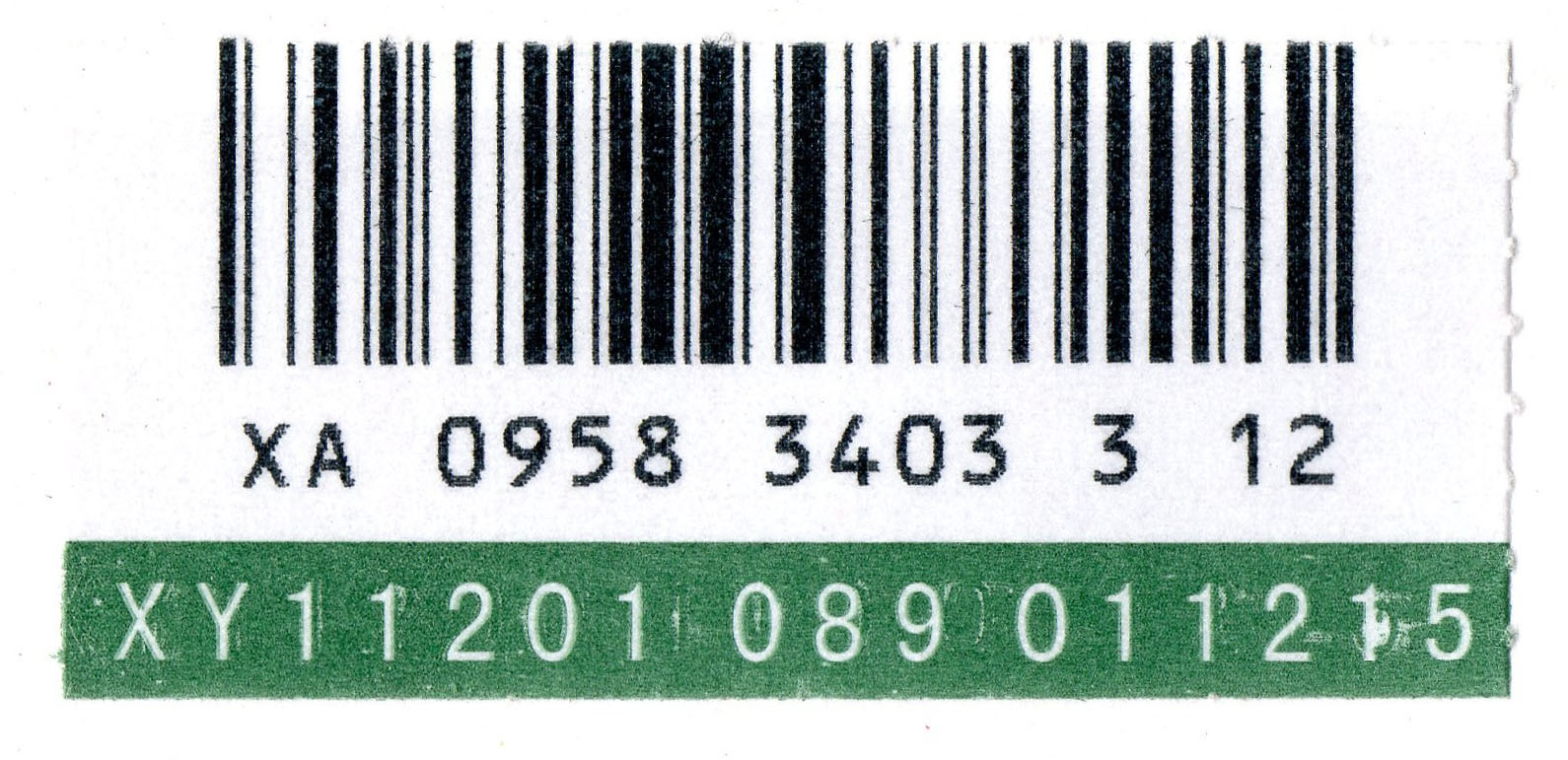
中国邮政国内邮件挂号标签
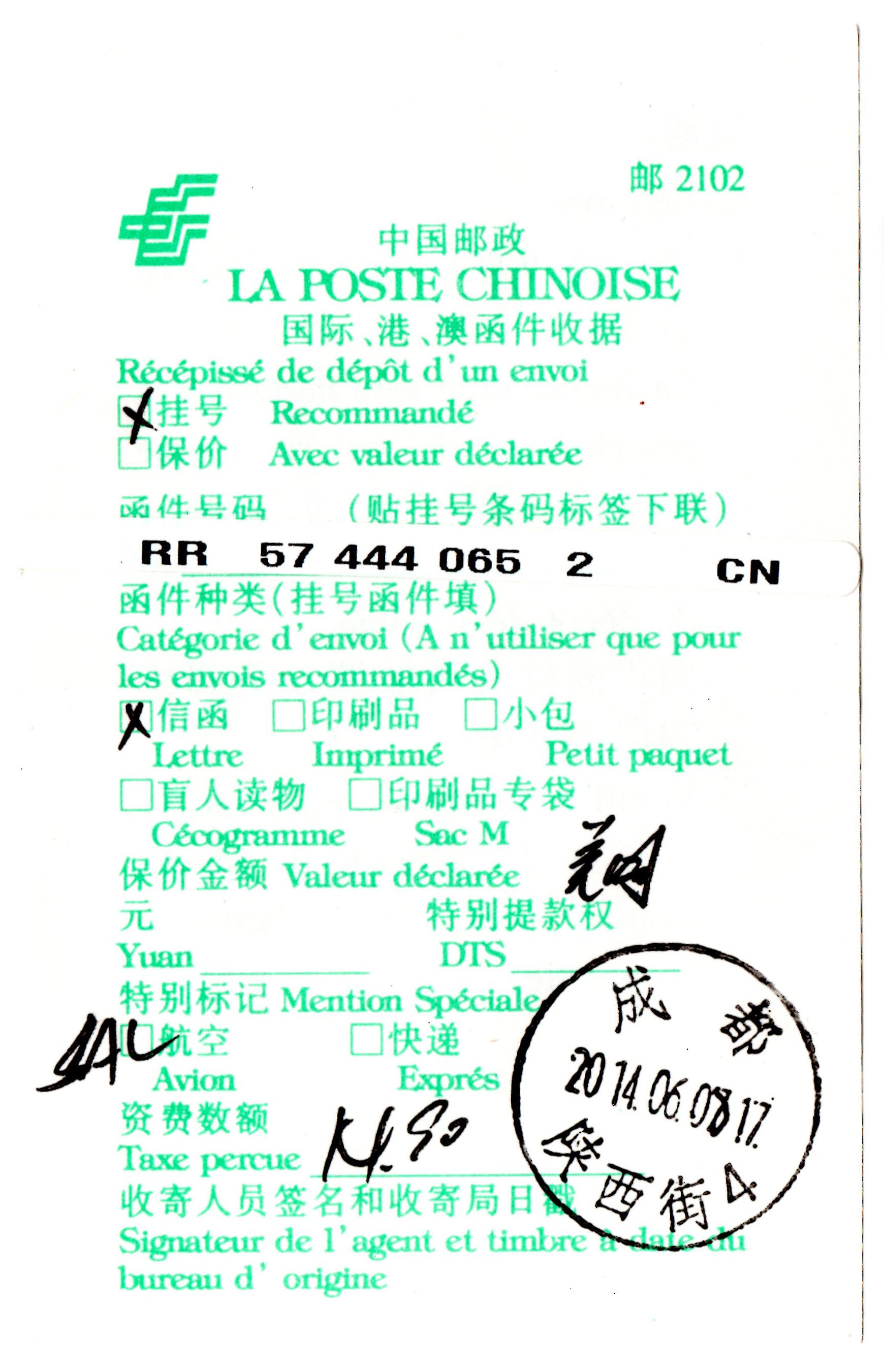
中国邮政国际邮件挂号收据
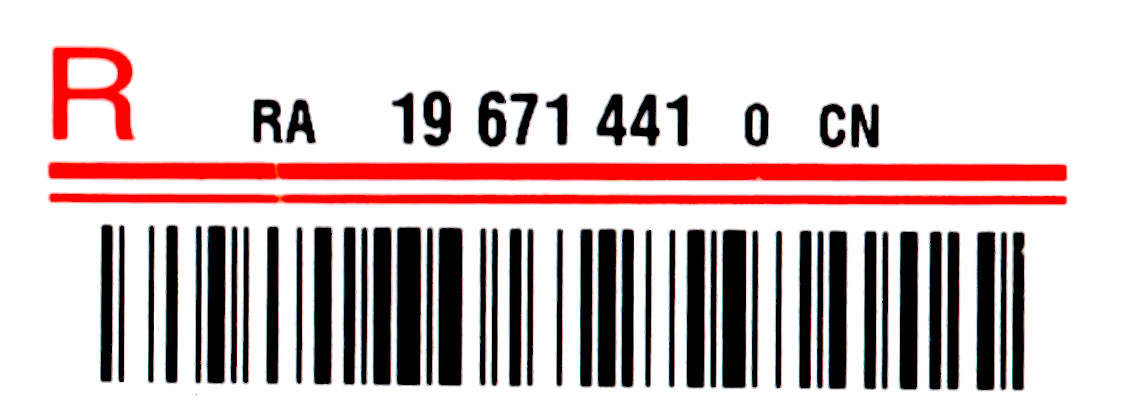
中国邮政国际邮件挂号标签